# Lis (rivière)
Pour les articles homonymes, voir Lis.
Le Lis (ou Lys, Liis en 1581) est un affluent gauche de l'Échez, en aval de la Géline, dans le département français des Hautes-Pyrénées et des Pyrénées-Atlantiques, dans les deux régions Nouvelle-Aquitaine et Occitanie.

## Hydronyme
Le nom du Lis est documenté sous les formes Lo Liis (1581), Lo Liis-Dabant (1586), Le Lis (1675)… 
Ce nom est basé sur une ancienne racine hydronymique à l'origine de la famille des Lez / Leiz / Liz / Lis…
La forme Lys est une hypercorrection d'après le nom de la fleur.

## Géographie
Le Lis naît de la réunion des Lis Dabant (cours principal) et Lis Darré (c'est-à-dire oriental et occidental) qui bordent les villages d'Oroix et de Montaner. D'une longueur de 29,4 km, il prend sa source à Ger et se jette dans l'Échez à Larreule.

### Communes et départements traversés
Dans les deux départements, le Lis traverse neuf communes et irrigue successivement :
- Lis Daban(t) (cours supérieur) :
  - Pyrénées-Atlantiques : Ger (source) ;
  - Hautes-Pyrénées : Oroix, Tarasteix ;
  - Pyrénées-Atlantiques (à nouveau) : Montaner ;
- Lis (cours inférieur) :
  - Pyrénées-Atlantiques : Montaner, Casteide-Doat ;
  - Hautes-Pyrénées : Sanous / Saint-Lézer, Vic-en-Bigorre, Caixon, Larreule (confluence).

## Affluents
De l'amont vers l'aval : 
- (G) le Lis Darré (ou d'Arré), 14.9 km ;
- (G) le ruisseau de Gatuch, 2.5 km ;
- (G) le ruisseau de Sanous, 3.9 km ;
- (D) l'Uzerte[7] (la Luzerte), et son canal, en provenance de Tarasteix, 10.1 km ;
- (D) la Houn, 1.4 km ;
- (G) le Chourrout, 5.3 km.

(D) rive droite ; (G) rive gauche.